# Björninn
Ísknattleiksfélagið Björninn – islandzki klub hokejowy z siedzibą w Reykjavík.

## Sukcesy
- Złoty medal mistrzostw Islandii (1 raz): 2012

## Zawodnicy
W klubie występował Rosjanin Aleksandr Miedwiediew.